# میر حمایت میرزاده
سید حمایت میرزاده (متولد شهرستان گرمی) چهره سیاسی اعتدال‌گرا و نماینده سابق مردم گرمی، در دهمین دوره مجلس شورای اسلامی است.

## نماینده گرمی مغان در مجلس دهم
در دهمین دوره انتخابات مجلس شورای اسلامی، میر حمایت میرزاده، در لیست ائتلاف فراگیر اصلاح طلبان و لیست حزب اعتدال و توسعه قرار داشت و توانست با کسب ۲۱٬۳۹۹ رای از مجموع ۴۷٬۸۰۳ رای ماخوذه صحیح راهی مجلس دهم شود.

## سوابق
- معاون آموزش نظری و مهارتی استان آذربایجان شرقی
- مدیر آموزش و پرورش ناحیه ۳ تبریز
- رئیس سازمان آموزش و پرورش استان اردبیل
- مشاور معاونت نظری و مهارتی وزارت با پست معاونت مدارس عالی فنی و حرفه‌ای
- مشاور بنیاد ملی نخبگان استان آذربایجان شرقی
- معاون آموزش عمومی استان آذربایجان شرقی
- عضو کمیته پژوهشی اداره کل ارشاد اسلامی
- عضو شورای فرهنگ عمومی استان آذربایجان شرقی
- عضو شورای تحقیقات سازمان مدیریت
- عضو شورای برنامه‌ریزی و توسعه
- مدرس مراکز آموزش عالی، پیام نور، دانشگاه آزاد اسلامی و آموزشکده‌های فنی و حرفه‌ای
- عضو کمیته تألیف و ترجمه، معاون دانشگاه و رئیس مرکز آموزشی و فرهنگی سما تبریز
- معاون آموزش متوسطه آموزش و پرورش استان آذربایجان شرقی[۵]